# Уиджа

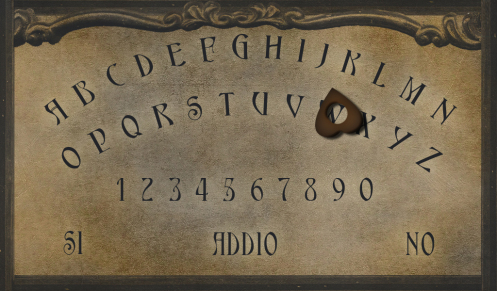

«Уи́джа», «Уи́джи» или «Оу́йя» (англ. Ouija board) — доска для спиритических сеансов вызова душ умерших с нанесёнными на неё буквами алфавита, цифрами от 0 до 9, словами «да» и «нет» и со специальной планшеткой-указателем.

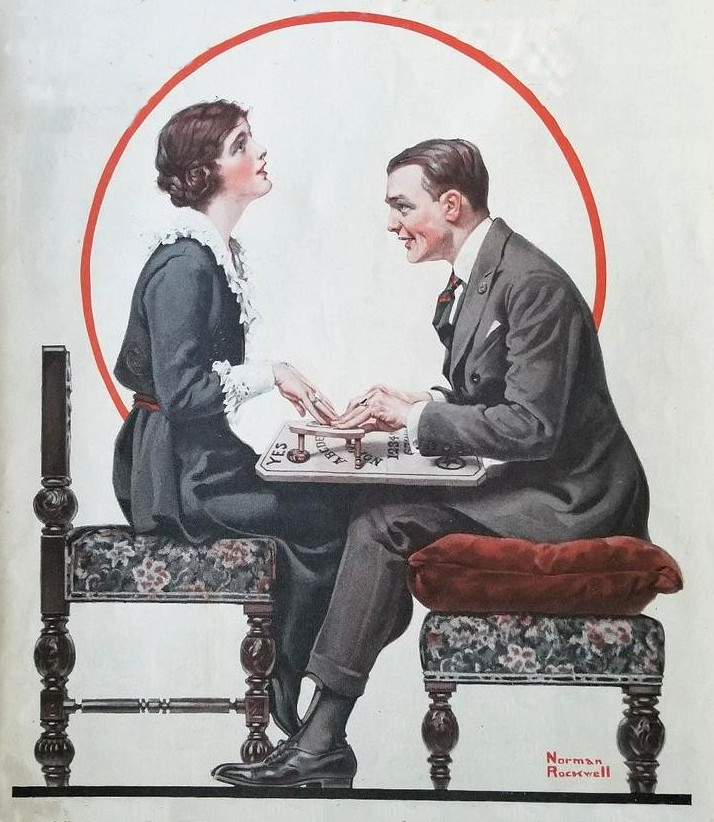
Иллюстрация Нормана Рокуэла 1920 года, показывающая применение доски

Первый широко распространяемый коммерческий вариант доски был запатентован американцем Элайджей Бондом. Партнёр Бонда, Чарльз Кеннард, предложил рекламировать её как древнеегипетскую игру; при этом, согласно некоторым источникам, заявлялось, что словом «уиджа» древние египтяне обозначали удачу. Ещё одна версия гласит, что ouija — это комбинация двух слов, означающих «да»: французского «oui» и немецкого «ja».
В период Первой мировой войны доска была популяризирована американской спиритуалисткой Перл Курран в качестве спиритического инструмента наподобие китайского ящика фуцзи.
Доска Уиджа изготавливается из любого сорта дерева, имеет ровную, чаще всего лакированную поверхность. Существуют различного дизайна планшетки-указатели. Обычно они делаются из той же породы дерева, что и доска, и для лёгкого передвижения по доске имеют полированную нижнюю поверхность. Современные доски Уиджа делают на фрезерных станках с ЧПУ.
Колдовская доска должна содержать обязательные символы: алфавит (любой), цифры, слова «да» и «нет». Могут быть и другие символы. Обычно во время сеанса кончики пальцев располагаются на планшетке, которая движется и отвечает на вопросы либо односложно «да» и «нет», либо позволяет составить фразы при помощи букв и цифр. Указателем служит либо заострение на планшетке, либо отверстие в ней, в котором появляются символы доски.
Спиритуалисты, использующие доску, утверждают, что общаются таким образом с духами умерших, однако считают, что существуют неграмотные духи, которые дают неправильные ответы.
- Для работы с доской наиболее частые указания таковы:
  - При работе вдвоём можно положить доску посередине на стол, касаясь обеими руками планшетки-указателя.
  - Если работает один оператор, то доска кладётся на колени, а обе руки на планшетку.
  - Если буквы на доске нанесены по кругу, то и планшетка движется по кругу, останавливаясь на выбранных буквах алфавита.
- Возможно также использование планшетки без доски. Если она имеет отверстие, то, вставив карандаш, кладут планшетку на лист бумаги. То, что пишет карандаш на бумаге, по заявлению спиритуалистов является ответом духа.

Доской Уиджа также называется специальный стол для визуального контроля перемещений авиатехники на авианосцах ВМС США.

## Упоминания
Джейн Робертс начинала ченнелинг Сета с экспериментов, проводимых с доской Уиджа.
Уиджа также оказала большое влияние на Джерри Хикса, одного из распространителей идей «Закона притяжения», а как следствие и на его жену и соавтора Эстер Хикс — он рассказал об этом в написанной им с супругой одноимённой книге, доска фигурирует в ней под названием «Оуйя».